# Ali Nesin
Ali Nesin (prononcé [a:.li nɛ.sin], né le 18 novembre 1956 à Istanbul) est un mathématicien et vulgarisateur turc.

## Biographie
Ali Nesin est le fils de l'écrivain et dramaturge Aziz Nesin (1915-1995).

## Fondation Nesin

### Village Nesin des mathématiques

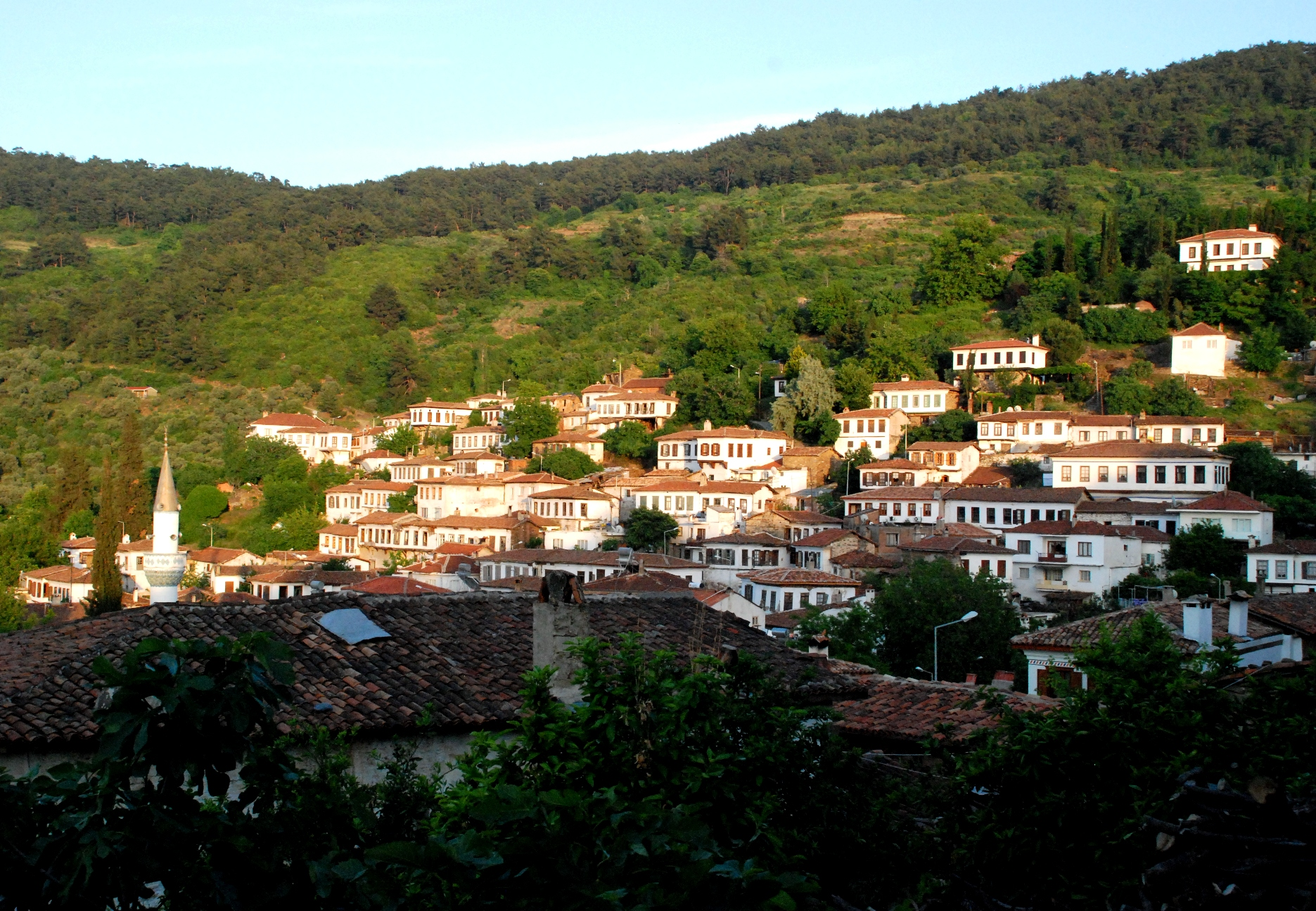
Şirince en 2012.

Le Village Nesin des mathématiques (Nesin Matematik Köyü) est situé à Şirince, dans le district de Selcuk dans la province d'Izmir.
Ali Nesin et le Nesin Mathematics Village (en) reçoivent le Prix Leelavati 2018 à l'occasion du Congrès international des mathématiciens,.